# نیرمال
نیرمال (به انگلیسی: Nirmal) یک منطقهٔ مسکونی در هند است که در بخش نیرمال واقع شده‌است. نیرمال ۳۲٫۰۶ کیلومتر مربع مساحت و ۸۸٬۴۳۳ نفر جمعیت دارد و ۳۵۰ متر بالاتر از سطح دریا واقع شده‌است.